# Scottish Gridiron Association 1996
La Scottish Gridiron Association 1996 è stata la 2ª edizione dell'omonimo torneo di football americano.
È noto solo il risultato della finale.

## Squadre partecipanti
| Club                  | Città         | Stadio | Sponsor ufficiale | Risultato nella stagione 1995 |
| --------------------- | ------------- | ------ | ----------------- | ----------------------------- |
| Dundee Whalers        | Dundee        |        |                   |                               |
| East Kilbride Pirates | East Kilbride |        |                   |                               |
| Fife 49ers            | Kirkcaldy     |        |                   |                               |
| Glasgow Lions         | Glasgow       |        |                   |                               |
| Lothian Raiders       | Bonnyrigg     |        |                   |                               |
| Stirling Broncos      | Stirling      |        |                   |                               |
| Strathclyde Sheriffs  | Glasgow       |        |                   |                               |

## Classifica
La classifica della regular season è la seguente:
- PCT = percentuale di vittorie, G = partite giocate, V = partite vinte,  P = partite perse, PF = punti fatti, PS = punti subiti

| Pos. | Squadra               | PCT   | G | V | N | P | PF | PS |
| ---- | --------------------- | ----- | - | - | - | - | -- | -- |
| 1    | Glasgow Lions         | 1.000 | 9 | 9 | 0 | 0 | ?  | ?  |
| ?    | East Kilbride Pirates | .222  | 9 | 2 | 0 | 7 | ?  | ?  |
| ?    | Dundee Whalers        | ?     | ? | ? | ? | ? | ?  | ?  |
| ?    | Fife 49ers            | ?     | ? | ? | ? | ? | ?  | ?  |
| ?    | Lothian Raiders       | ?     | ? | ? | ? | ? | ?  | ?  |
| ?    | Stirling Broncos      | ?     | ? | ? | ? | ? | ?  | ?  |
| ?    | Strathclyde Sheriffs  | ?     | ? | ? | ? | ? | ?  | ?  |

## SGA Bowl II
| 1996 | Glasgow Lions | 60 – 6 | Stirling Broncos |  |

## Verdetti
- Glasgow Lions vincitori della SGA 1996